# 加部究
加部 究（かべ きわむ、1958年 - ）は、日本のスポーツライターである。サッカーを中心に取材執筆活動を行っている。長男はサッカー選手の加部未蘭。

## 来歴
1958年、群馬県前橋市に生まれる。立教大学法学部卒業後、スポーツニッポン新聞社に入社する。1986年、FIFAワールドカップメキシコ大会を取材するために退社する。以後、フリーランスのスポーツライターとして活動。

## 著書

### 単著
- 『サッカーを殺すな』 (双葉社、1998年） ISBN 4-57528869-1
- 『祝祭：Road to France』 (小学館、1998年） ISBN 4094160817
- 『真空飛び膝蹴りの真実："キックの鬼"沢村忠伝説』 (文春ネスコ、2001年） ISBN 4-89036139-1
- 『ワールドカップ全部!：世紀を震わせた巨大イベントの歩み』 (集英社、2002年 ISBN 4087803511
- 『サッカー移民：王国から来た伝道師たち』 (双葉社、2003年） ISBN 978-457529602-0
- 『大和魂のモダンサッカー：クラマーとともに戦った日本代表の物語』 (双葉社、2008年） ISBN 978-4-57530042-0
- 『忠成：生まれ育った日本のために』 (ゴマブックス、2008年） ISBN 978-4777109876
- 『それでも「美談」になる高校サッカーの非常識』 (カンゼン、2013年） ISBN 978-4-862552181
- 『世紀の大番狂わせはなぜ起きたのか? 1982イタリアvsブラジル』 (ガイドワークス、2014年） ISBN 978-4-86535100-2
- 『サッカー通訳戦記』 (カンゼン、2016年） ISBN 978-4-86255-320-1
- 『日本サッカー「戦記」』（カンゼン、2018年）ISBN 978-4-86255-434-5

### 共著
- 『ワールドカップ最強伝説：歴史を変えた選手・チーム・戦術』 共著：後藤健生、 亘崇詞 (白夜書房、2010年） ISBN 978-4861916267
- 『すべてのサッカー場で逢おう』 共著：伯井 寛 (パラス、1994年） ISBN 4-89242749-7
- 『敗者復活戦』 共著：織田 淳太郎 （東京書籍、2000年） ISBN 4487795400